# Žuljana
Žuljana je malá obec a přístav ležící ve střední části poloostrova Pelješac v jižním Chorvatsku, součást opčiny Ston v Dubrovnicko-neretvanské župě. Od Stonu je vzdálena asi 15 km na severozápad na odbočce z hlavní pelješacké silnice D414. Přijezd je z vesnice Dubrava Podle sčítání lidu zde v roce 2011 žilo 235 obyvatel v 78 domech.

## Historie
Předpokládá se, že název místa vznikl ze jména majitele. Nesl jméno Julianus. V okolí se vyskytují nálezy s římským původem. Patronem Žuljany je svatý Martin, 11. listopad je dnem svatého Martina a tradiční ochutnávky vín.

## Pamětihodnosti
- Kostel sv. Martina, barokní ze 13. století (rekonstruovaný v roce 1961)
- Kostel sv. Juliány a sv. Rocha, renesančně-barokní
- Kostel Panny Marie Sedmibolestné z let 1851-1869
- Kaple sv. Mikuláše z roku 1630

## Turismus
V Žuljaně se nachází jedna z nejdelších pláží na Jadranu – pláž Vučine. V okolních zátokách a na moři se provozuje rybolov, surfování, potápění a jachting. Obyvatelstvo se kromě turismu živí rybolovem, pěstováním ovoce, oliv a vinařstvím.

## Galerie

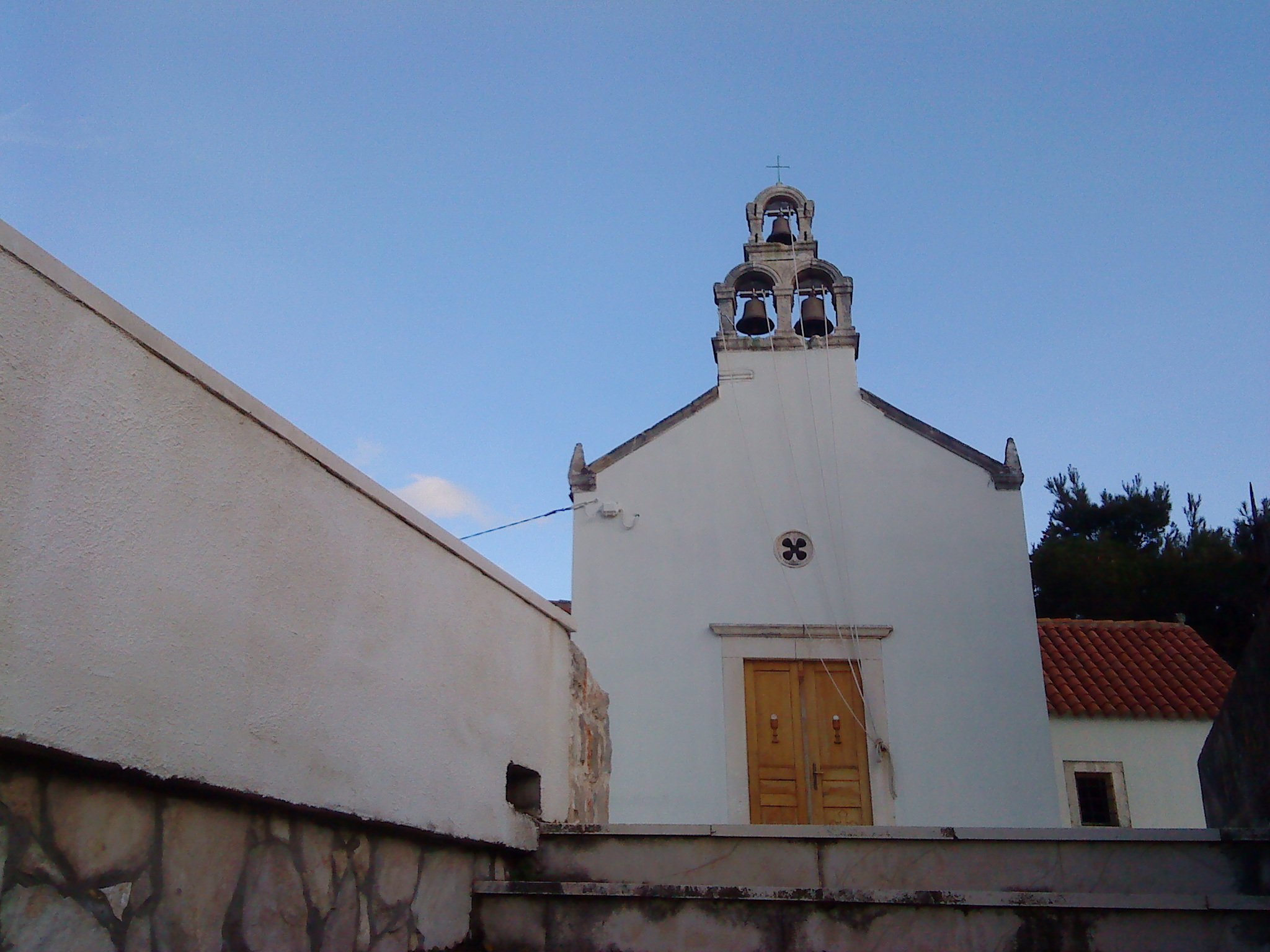
Kostel sv. Martina
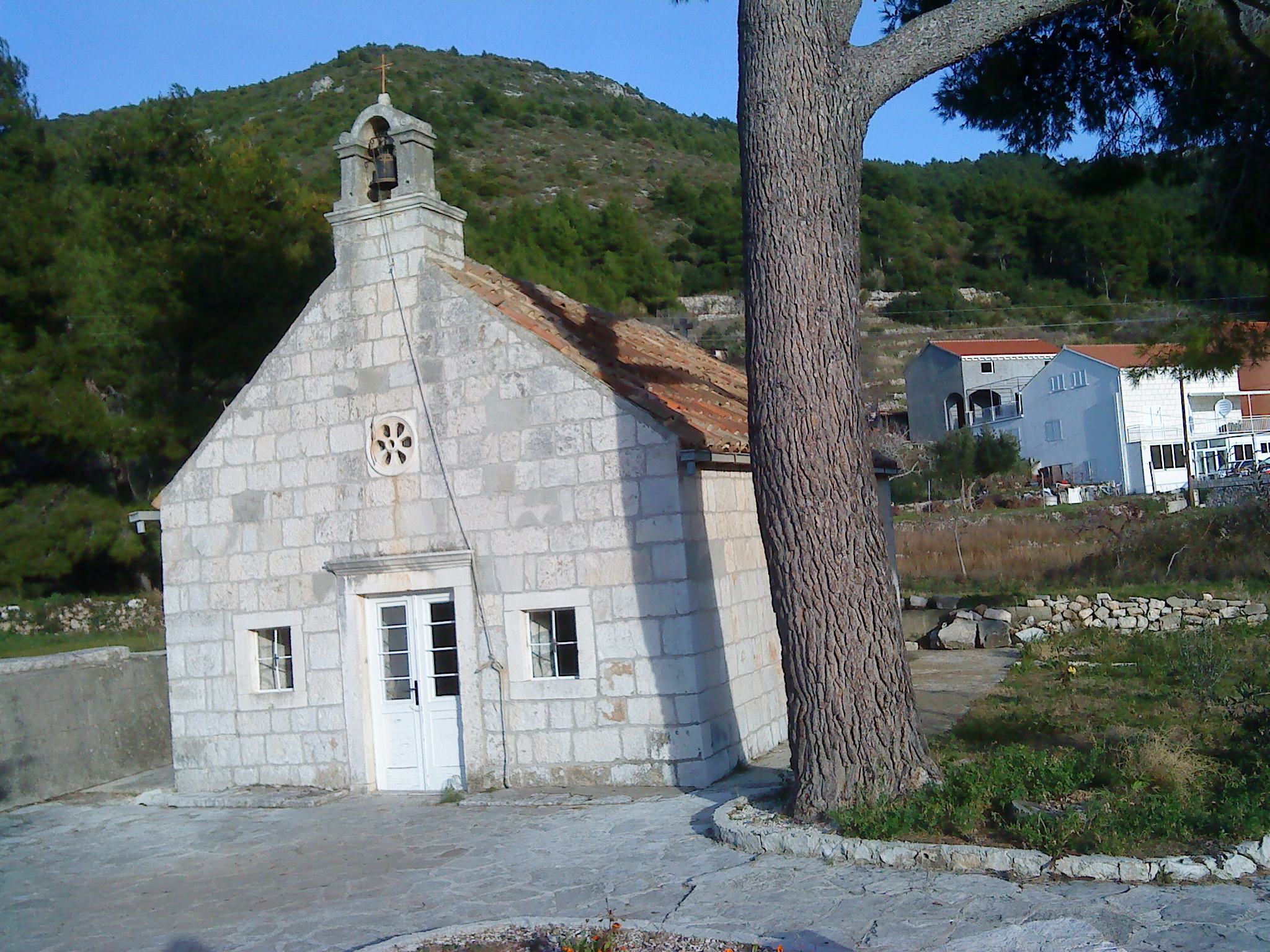
Kostel sv. Juliány a sv. Rocha
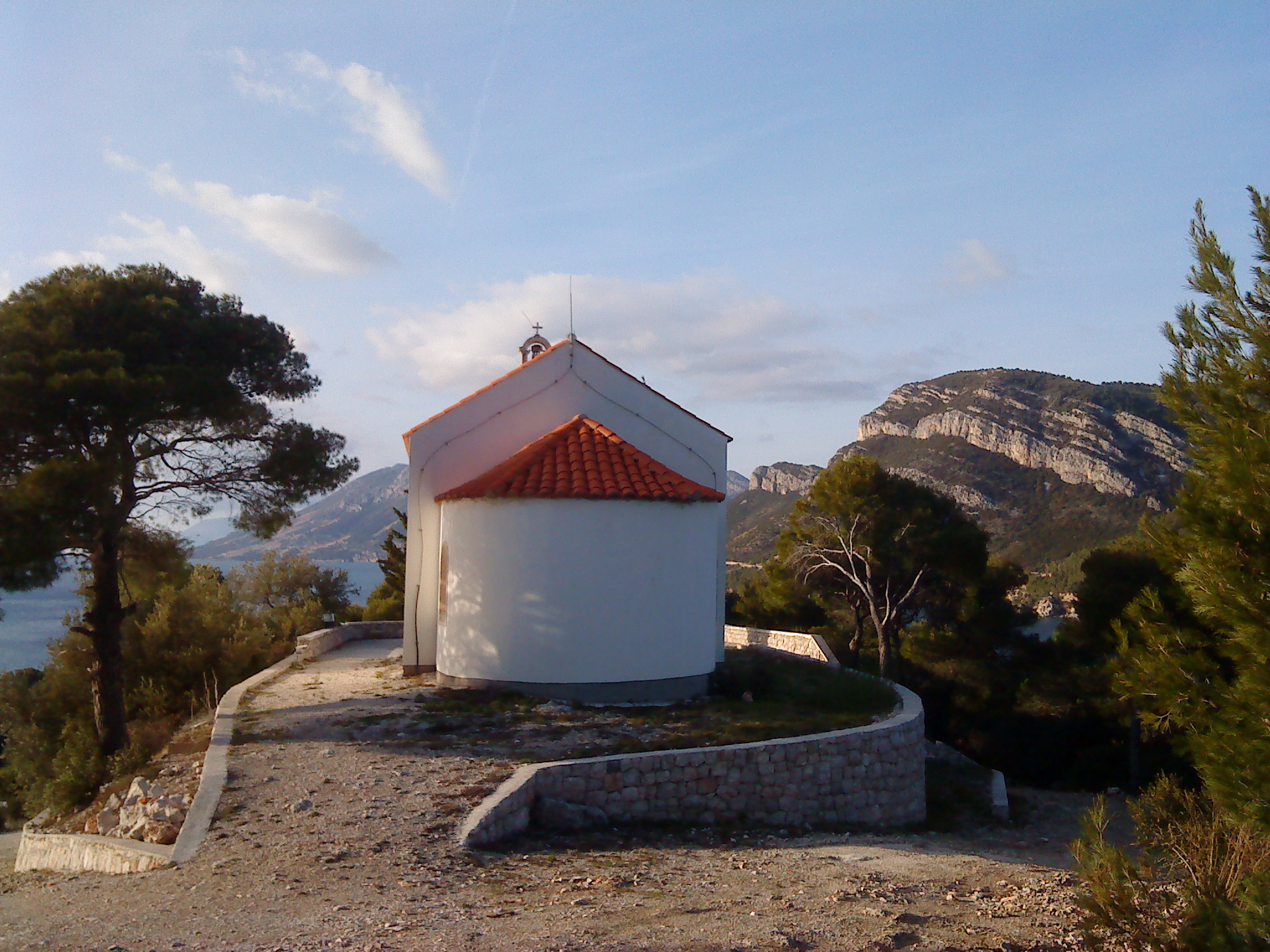
Kostel Panny Marie Sedmibolestné
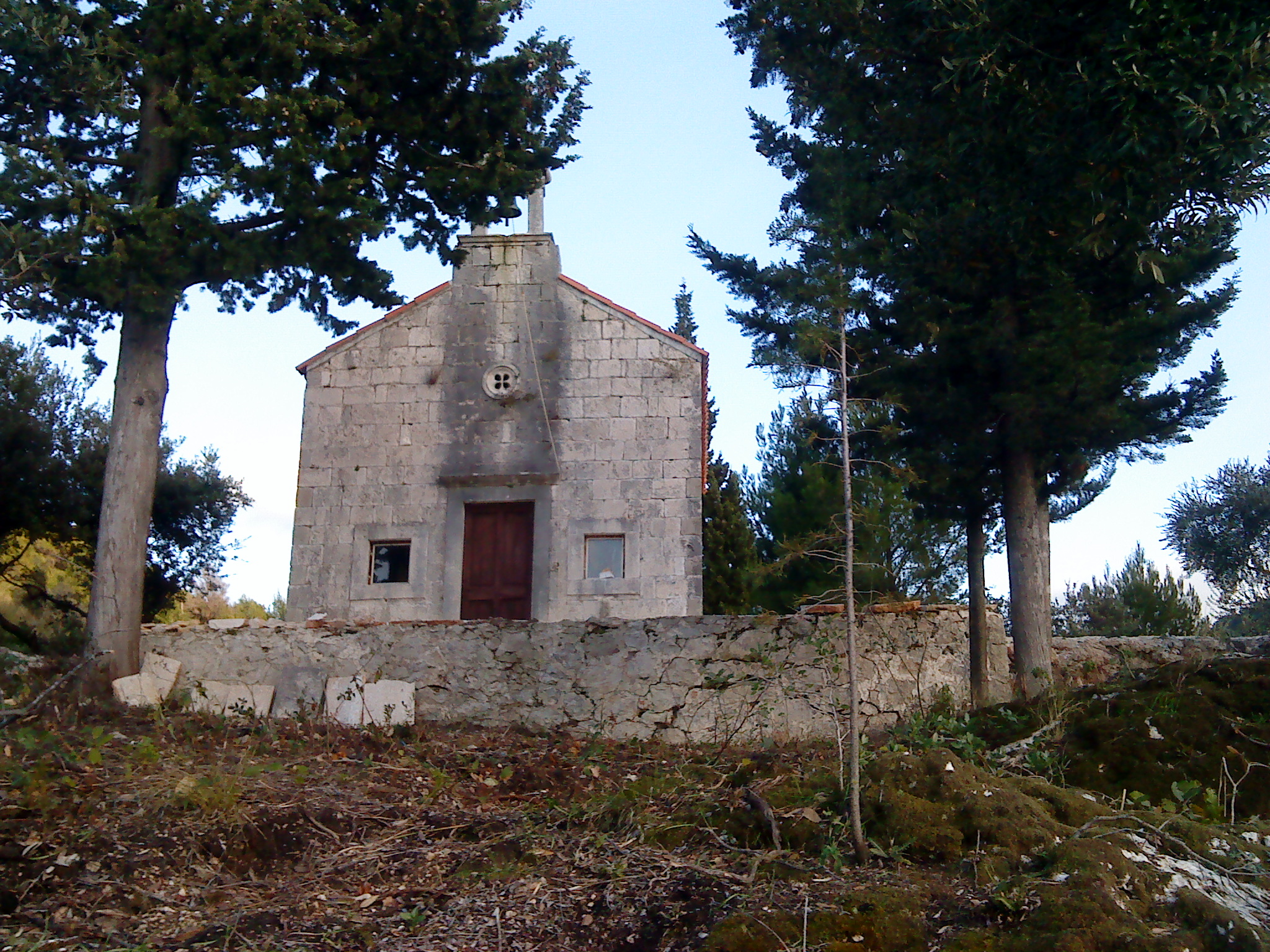
Kaple sv. Mikuláše
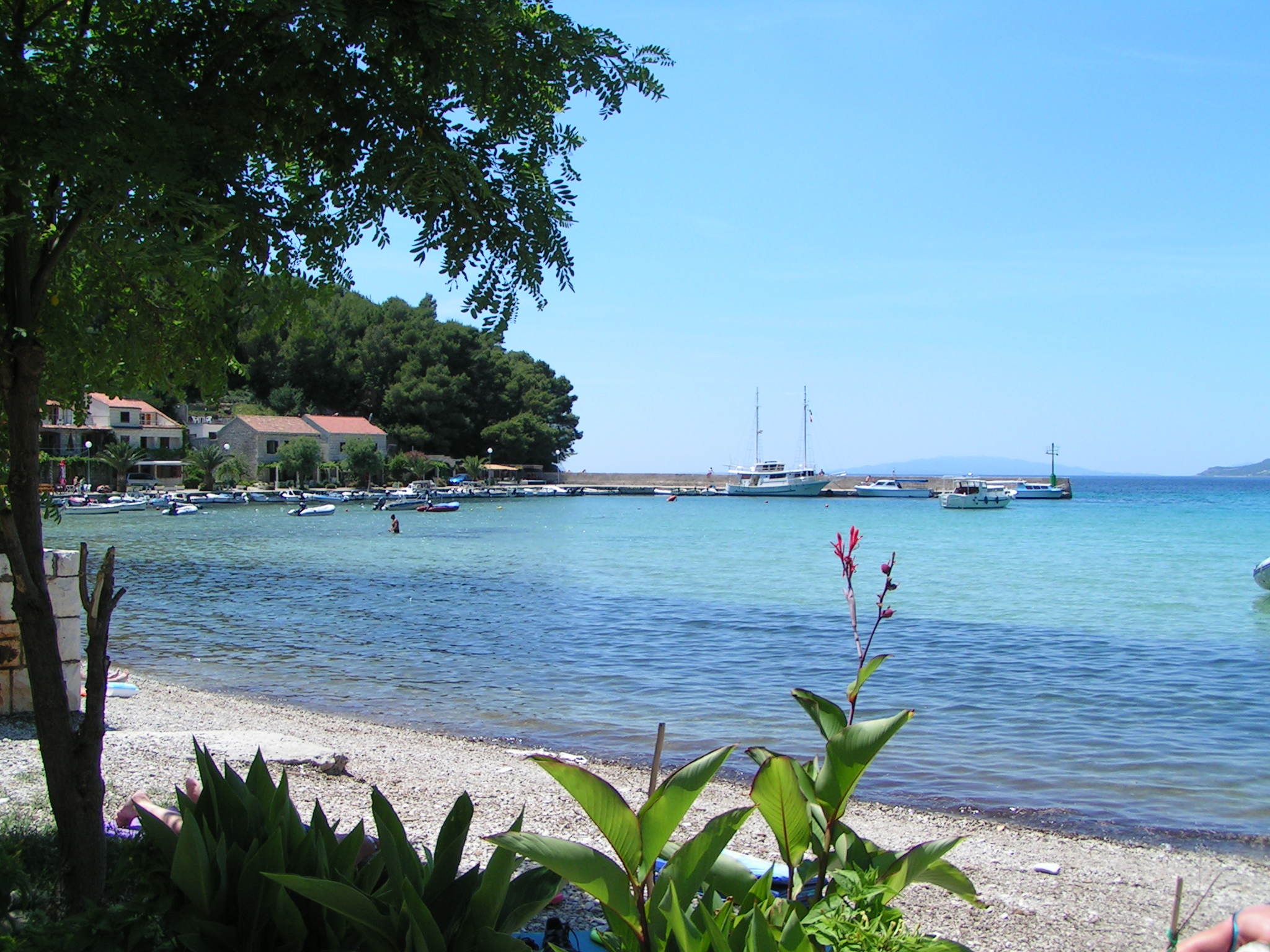
Pláž
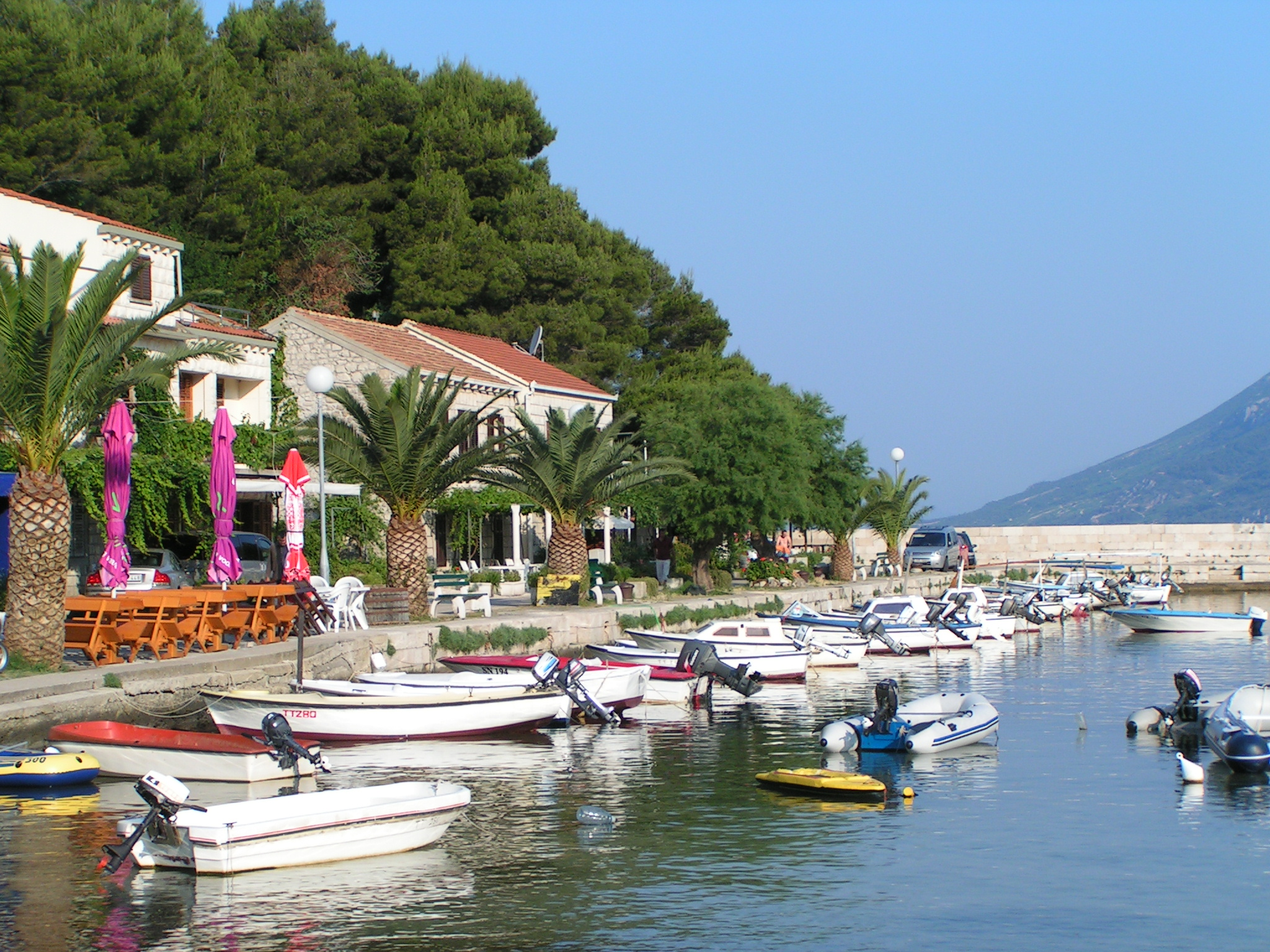
Přístav
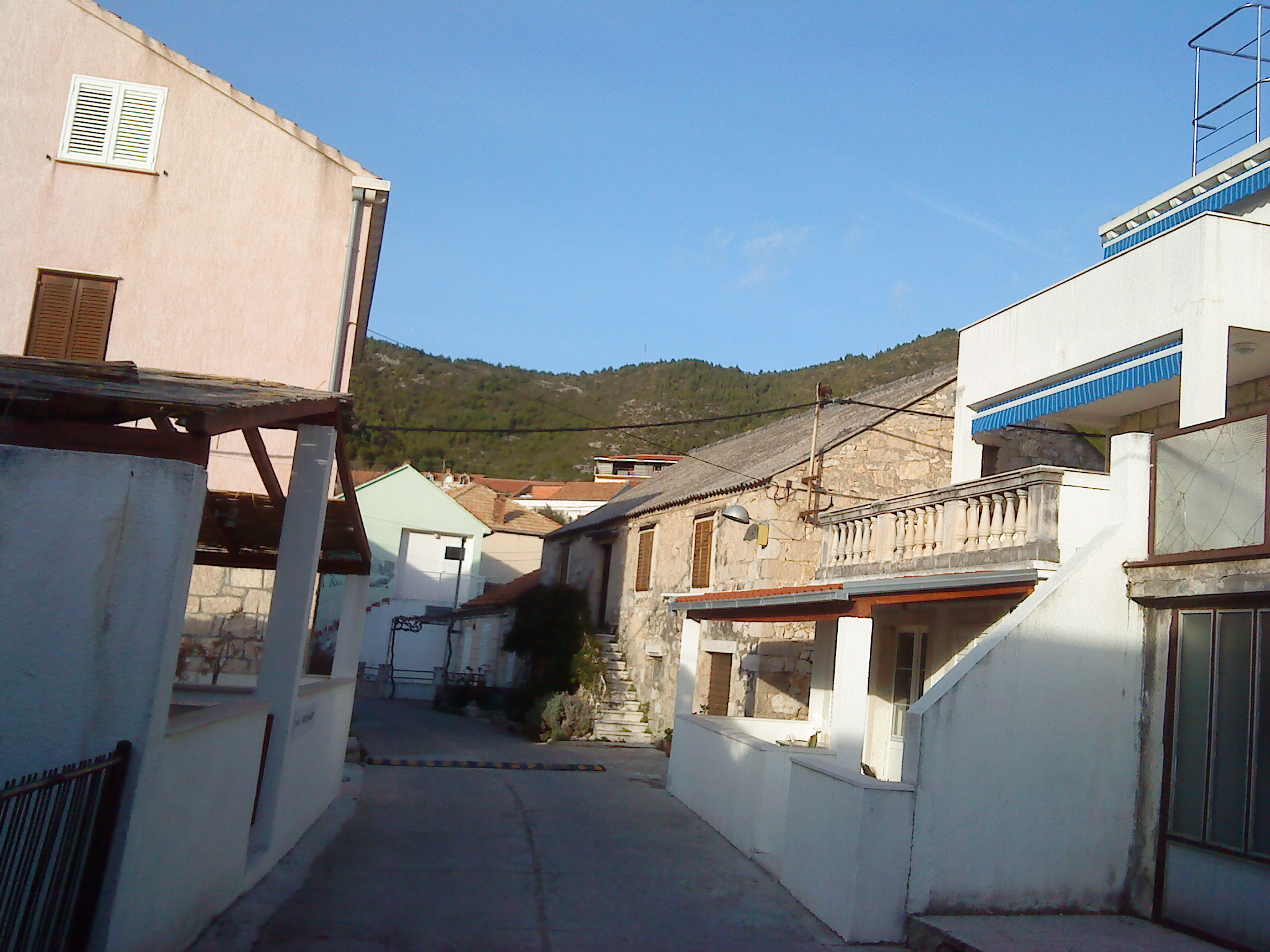
Žuljana